# Oreneta australiana
L'oreneta australiana (Hirundo neoxena) és una espècie d'ocell de la família dels hirundínids (Hirundinidae). Es troba a Austràlia i Nova Zelanda, en una varietat d'hàbitats, principalment en zones obertes, clarianes artificials o entorns urbans, però no boscos deserts o densos. El seu estat de conservació es considera vulnerable.